# Parroquia Santa Ana (Buenos Aires)

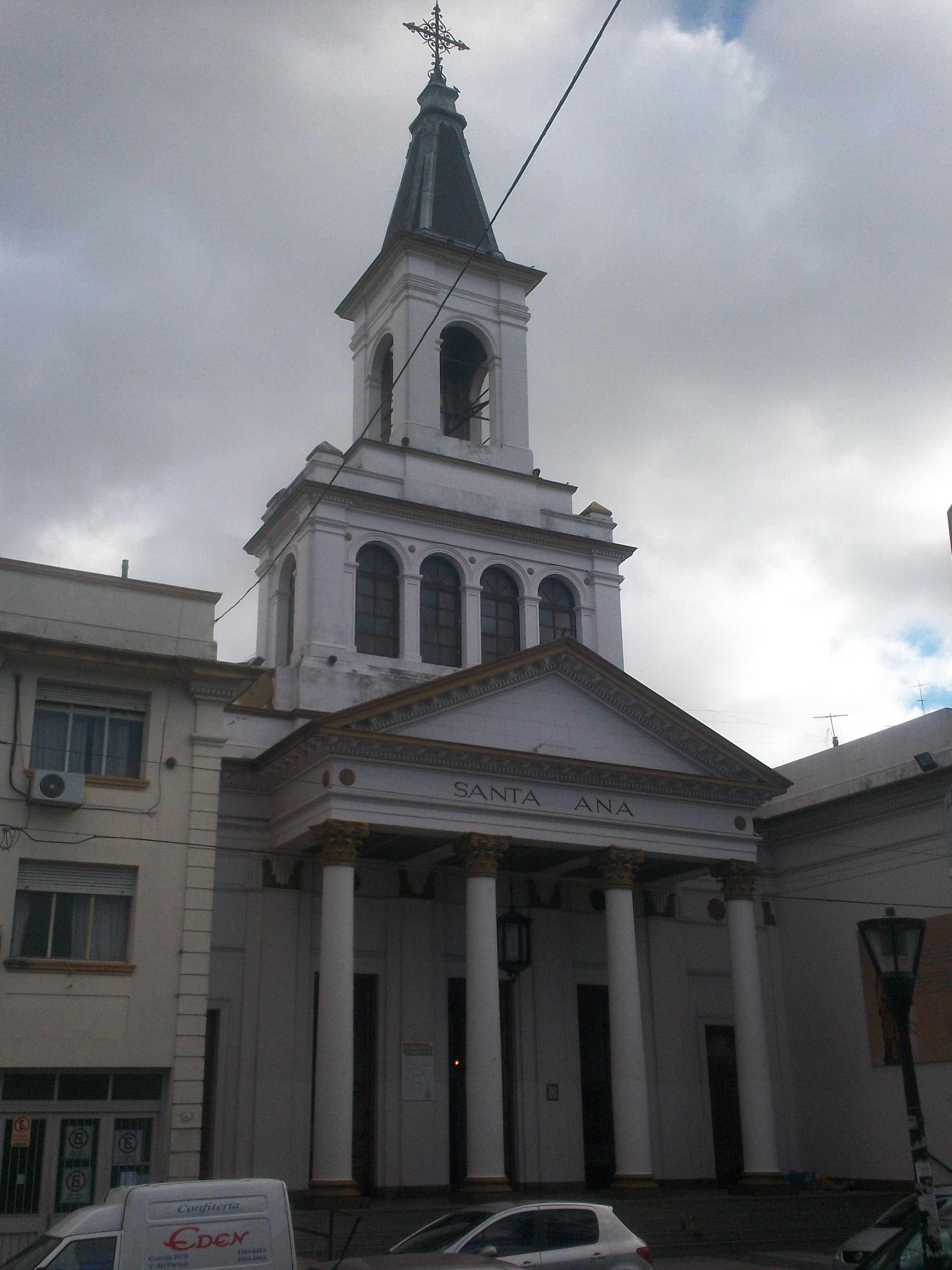
Parroquia Santa Ana.

La Parroquia Santa Ana, es un templo religioso de culto católico bajo la advocación de Santa Ana ubicada en la calle Pedro Lozano 3136, en el barrio de Villa del Parque, Buenos Aires. Su lema es "Desde 1913 anunciando a Jesús resucitado en Villa del Parque".

## Estilo
El templo se inauguró en el año 1927, y es de autor desconocido. De estilo románico y clásico, posee un frente triangular sostenido por cuatro columnas de orden corintio. Cuenta con una torre que remata en una cruz de hierro forjado.

## Historia

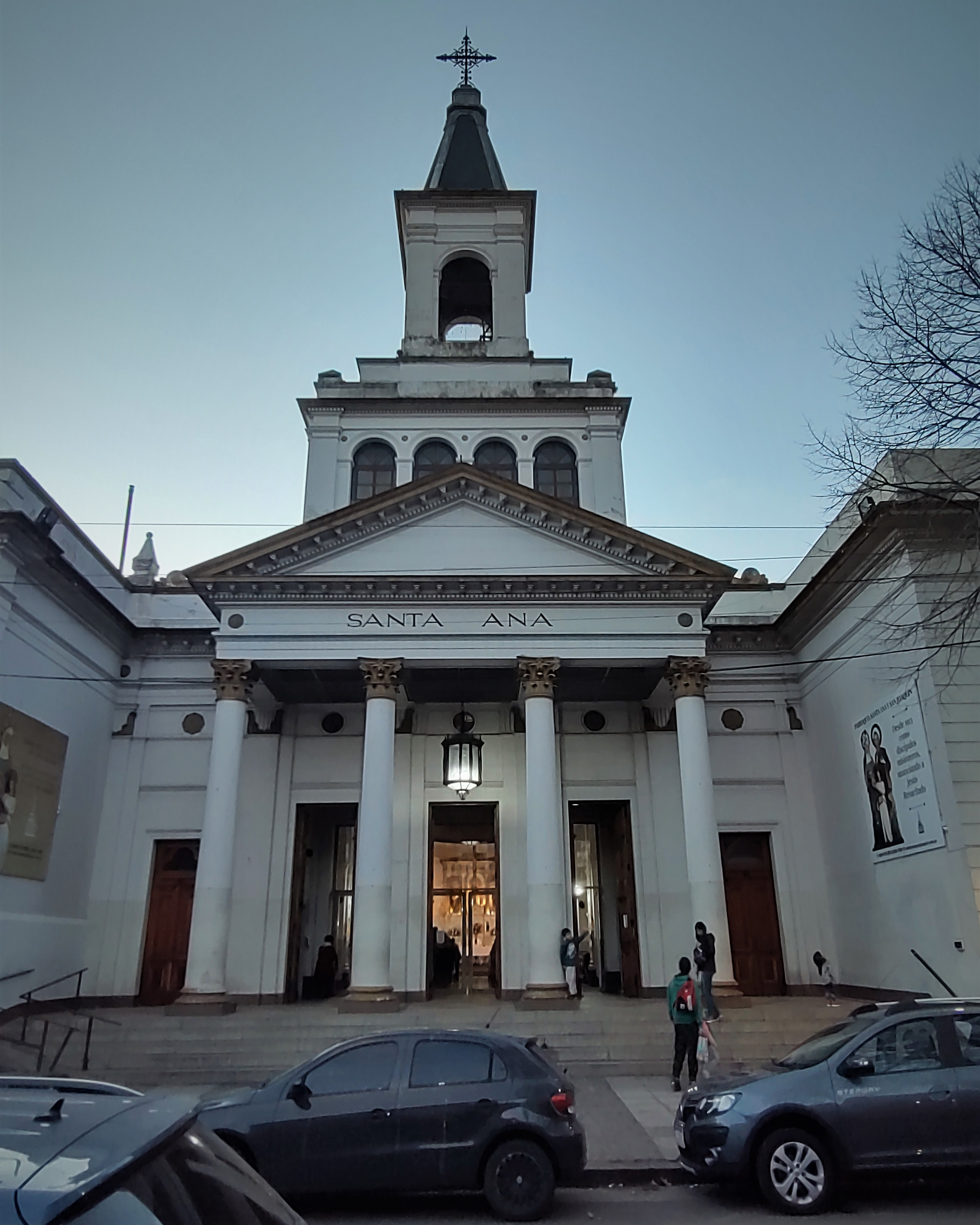
Frente sobre la calle Pedro Lozano.

En 1912 arribaron al barrio unas religiosas de la congregación de Hermanas de la Caridad de la Venerable Bartolomea Capitanio, quienes es establecieron en unos terrenos en la calle Cuenca al 2600. Al año siguiente levantaron en los mismos una capilla. En junio de 1913 se decidió erigir la parroquia en esa capilla, ya que era necesaria por estar el barrio en crecimiento. Se puso bajo la advocación de la Santa Niña y San Antonio de Padua.
El 15 de agosto de 1920 se decidió buscar una nueva sede parroquial, para lo cual se creó una comisión encargada de recaudar fondos. El 31 de diciembre de 1923 se escrituró el actual terreno donde se emplaza, y el 1° de enero de 1924 se colocó la piedra fundamental. Las obras se comenzaron, pero fueron demorándose a lo largo del año. En esa época se puso bajo la advocación de Santa Ana.
Hacia fines de 1925 se levantaron las paredes del coro, se hicieron ventanas y se adquirió una campana de 500 kilos. El 17 de octubre de 1926 se habilitó provisoriamente la nave central. Durante 1927 se fueron recibiendo varias donaciones (altar, armonio, mosaicos, bancos, imágenes religiosas, entre otras) y se construyó la casa parroquial además de conseguirse el altar mayor.
La bendición de la nueva iglesia y el altar estuvo a cargo del Arzobispo de Buenos Aires, José María Bottaro.
Durante la década de 1970 se realizaron modificaciones al templo, se cambiaron los ventanales y las puertas vaivén de entrada. Se reformó el altar mayor y se restauró el mural que se encuentra en la bóveda sobre este altar.
La estampa de esta iglesia se encuentra en el emblema oficial del barrio, el escudo de Villa del Parque, junto con el Palacio de los bichos, la estación de tren y un farol.